# Kuno zu Stolberg-Roßla
 Kuno Botho Graf (seit 1893 Fürst) zu Stolberg-Roßla (* 11. Mai 1862 auf Schloss Roßla; † 13. Juli 1921 in Frankfurt am Main) war ein preußischer Major und Mitglied der Ersten Kammer des Landtags des Großherzogtums Hessen.

## Leben

### Herkunft und Familie
Kuno Botho Fürst zu Stolberg-Roßla-Ortenberg entstammte der vormals reichsunmittelbaren gräflichen Linie Stolberg-Roßla der Adelsfamilie Stolberg. Die drei in den Fürstenstand erhobenen Vertreter der Linien Stolberg-Wernigerode, Stolberg-Stolberg und Stolberg-Roßla gehörten zu den größten Grundbesitzern im Deutschen Reich. Er war der Sohn des Standesherrn Karl Martin Graf zu Stolberg-Roßla (1822–1870) und dessen Gemahlin Bertha Gräfin zu Solms-Rödelheim und Assenheim (1824–1898). Seine Geschwister waren
- Botho (1850–1893, Erbe), Otto (* 1854), Vollrath Botho (* 1856), Carl Botho (* 1857) und Agnes (* 1859).

Am 31. August 1902 heiratete er in Roßla Hedwig Prinzessin zu Ysenburg und Büdingen in Büdingen (1863–1925), die Frau seines Bruders Botho, der am 8. November 1893 verstorben war. Sie brachte die Kinder Jost Christian und Christoph Martin mit in die Ehe.

### Wirken
Kuno war Major in der Preußischen Armee.
Von 1897 bis 1918 war er Mitglied der Ersten Kammer des Landtags des Großherzogtums Hessen. Hier war er bis 1907 als Vormund seines Stiefsohnes Jost Christian tätig und von 1908 bis 1916 mit dessen Vollmacht als sein Vertreter in dem Parlament. Ab 1916 nahm er als Bevollmächtigter seines Stiefsohnes Christoph Martin dessen Interessen wahr.

### Auszeichnungen durch den Johanniterorden
- 1895 Ehrenritter
- 1904 Rechtsritter
- 1921 Kommendator[1]